# Kanca
Kanca is een bestuurslaag in het regentschap Bima van de provincie West-Nusa Tenggara, Indonesië. Kanca telt 1053 inwoners (volkstelling 2010).